# 2,3,3,3-Tétrafluoropropène
Pour les articles homonymes, voir HFO.
Le 2,3,3,3-tétrafluoropropène, HFO-1234yf ou R-1234yf, est un hydrofluoroalcène de formule CH2=CFCF3. Il est notamment proposé pour remplacer le R-134a (1,1,1,2-tétrafluoroéthane) comme fluide frigorigène dans les circuits de climatisation des voitures,.

## Propriétés
Le 2,3,3,3-tétrafluoropropène est un gaz inflammable, qui peut se décomposer en fluorure d'hydrogène et halogénures de carbonyle.

## Réfrigérant
HFO-1234yf est le premier d'une nouvelle classe de réfrigérants à potentiel de déplétion ozonique (ODP) nul et potentiel de réchauffement global (PRG) réduit. Son PRG est de 1, soit 1430 fois moins que le R-134a utilisé aujourd'hui et dont il est un candidat de substitution (identique au CO2, autre candidat sous le nom de R-744). Sa durée de vie atmosphérique est en outre 400 fois plus courte. Il a été développé pour répondre aux exigences de la directive européenne 2006/40/EC qui entre en effet en 2011 et qui impose que toute nouvelle voiture vendue en Europe utilise un réfrigérant pour sa climatisation avec un PRG inférieur à 150.
Présentant des propriétés proches du R-134a, il semble avoir été préféré aux autres candidats, son utilisation n'ayant que peu de répercussions sur les chaînes de production ou la conception des véhicules. Son coût est aussi le moins élevé des différents candidats, même si son coût initial est plus élevé que celui du R-134a. Ce produit est aussi jugé suffisamment inoffensif pour être utilisé dans les garages, même s'il nécessite un changement d'équipement en raison de son inflammabilité. Il pose aussi des problèmes de compatibilité avec les lubrifiants actuellement utilisés avec le R-134a.
Peu après la confirmation des fabricants que l'HFO-1234yf serait utilisé en remplacement du R-134a comme réfrigérant dans les systèmes de climatisation auto, Honeywell et DuPont ont annoncé qu'ils allaient construire ensemble une unité de production de HFO-1234yf qui est à présent opérationnelle. Même si d'autres entreprises ont assuré pouvoir produire et vendre le HFO-1234yf, Honeywell et DuPont détiennent la majorité des brevets concernant HFO-1234yf.
Le 23 juillet 2010, General Motors a annoncé qu'il allait utiliser le HFO-1234yf à partir de 2013 pour ses modèles Chevrolet, Buick, GMC et Cadillac vendus aux États-Unis.